# Driftställe
Driftställe är en term som framför allt i lagstiftning med internationell räckvidd har betydelse både civilrättsligt och skattemässigt.
Termen driftställe förutsätter någon form av rörelsedrivande verksamhet och att ett driftställe används i rörelsen vilket visar anknytning till viss ort eller visst land. Om man har en stadigvarande plats för affärsverksamhet, kallas det för fast driftställe.

## Civilrättslig aspekt
Termen används ofta men legal definition tycks saknas. Språkligt sett betyder termen dock att det måste finnas någon fast punkt för rörelsen av typ kontor, verkstad, industrilokal, gruva, olje- eller gaskälla eller dylikt. Själva ägandet torde sakna betydelse. Det borde räcka med ett inte alltför kortvarigt arrendeavtal. Även den omständigheten att ett företag registrerar en plats som säte för verksamhet torde konstituera ett driftställe.
I allmänhet måste man nog också förutsätta att driftställe har viss permanens. En husvagn eller ett tält torde knappast kunna klassificeras som driftställe. En förhyrning av ett kontor för någon månad torde inte heller kunna vara tillräckligt för att etablera ett driftställe.
Driftställe har betydelse enligt sjölagen eftersom förekomsten är en förutsättning för att talan ska kunna väckas vid domstol mot ett rederi för ansvar och skadeståndsskyldighet på grund av avtal om befordran av passagerare eller resgods.

## Skattemässig aspekt
Termen har stor betydelse framför allt skattemässigt då  och enligt internationell skatterätt och dubbelbeskattningsavtal driftställe ofta utgör tillräcklig anknytning för en stat för att rörelsen som bedrivs ska kunna beskattas där. (Jämför artikel 7 och 14 i OECD: modellavtal)

### Svenska regler
Förekomsten av (fast) driftställe medför rätt till beskattning i den kommun där driftstället finns. Med fast driftställe för näringsverksamhet avses en stadigvarande plats för affärsverksamhet varifrån verksamheten helt eller delvis bedrivs.
De väsentliga kännetecknen på fast driftställe enligt svensk lag är att
- det finns en plats för affärsverksamhet
- denna plats är stadigvarande samt
- företaget bedriver rörelse från denna plats.[3]

Saknar enskild näringsidkare fast driftställe ska beskattning ske där denne har sin hemvist.

### Det nordiska skatteavtalet
Följande är exempel på fast driftställe enligt det nordiska skatteavtalet
1. plats för företagsledning,
2. filial,
3. kontor,
4. fabrik,
5. verkstad och
6. gruva, olje- eller gaskälla, stenbrott eller annan plats för utvinning av naturtillgångar.

Byggnads-, anläggnings-, installations- eller monteringsprojekt utgör också fast driftställe men bara i de fall verksamheten pågår i mer än 12 månader på ett och samma ställe. Fast driftställe föreligger också om någon är verksam för sitt företags räkning i ett annat nordiskt land och har en fullmakt som regelmässigt används för att ingå avtal i detta andra land som binder  företaget.

#### Undantag
Företag anses inte ha fast driftställe i en avtalsslutande stat endast på den grund att företaget bedriver affärsverksamhet i denna stat genom förmedling av mäklare, kommissionär eller annan oberoende representant, om sådan person därvid bedriver sin sedvanliga affärsverksamhet.

#### Rättsfall
- En i Sverige bosatt person äger och är den som fattar placeringsbeslut i ett norskt aktieförvaltande bolag. Ägarens bostad har ansetts vara fast driftställe för bolaget vid tillämpning av inkomstskattelagen och Nordiska skatteavtalet. Förhandsbesked.

### Internationell skatterätt utomNorden
För att begränsa eller helt eliminera effekterna av dubbelbeskattning av företag och privatpersoner i internationella förhållanden har sedan gammalt de flesta stater träffat avtal med andra stater. Dessa avtal brukar benämnas dubbelbeskattningsavtal. 

### OECD:s modellavtal
Enligt OECD:s modellavtal åsyftar uttrycket fast driftställe en stadigvarande plats för affärsverksamhet, från vilken ett företags verksamhet helt eller delvis bedrivs. Exemplifieringen är densamma som i  Nordiska skatteavtalet.
Modellavtalet har dock klargjort att fast driftställe inte innefattar  
- a) användningen av anordningar uteslutande för lagring, utställning eller utlämnande av företaget tillhöriga varor;
- b) innehavet av ett företaget tillhörigt varulager uteslutande för lagring, utställning eller leveranser;
- c) innehavet av ett företaget tillhörigt varulager uteslutande för bearbetning eller förädling genom annat företags försorg;
- d) innehavet av stadigvarande plats för affärsverksamhet uteslutande för inköp av varor eller inhämtande av upplysningar för företaget;
- e) innehavet av stadigvarande plats för affärsverksamhet uteslutande för att för företaget bedriva annan verksamhet av förberedande eller biträdande art;
- f) innehavet av stadigvarande plats för affärsverksamhet uteslutande för att kombinera verksamheter som anges i punkterna a)-e), under förutsättning att hela den verksamhet som bedrivs från den stadigvarande platsen för affärsverksamhet på grund av denna kombination är av förberedande eller biträdande art.[5]

För att driftställe ska anses föreligga räcker det med att företaget varaktigt förfogar över viss lokal eller del därav vare sig detta sker lagligt eller olagligt. 

#### Exempel
- Ett åkeri som varje dag under ett antal år har använt sig av en lastkaj vid en kunds lagerlokal för att leverera varor som den kunden köpt. I detta fall är åkeriets närvaro vid lastkajen så begränsat att åkeriföretaget inte kan anse att denna plats står till dess förfogande på sådant sätt att den konstituerar ett fast driftställe.
- En målare tillbringar under två år tre dagar i veckan i sin huvudklients stora kontorsbyggnad. I detta fall innebär målarens närvaro i kontorsbyggnaden, där han utför de för hans verksamhet viktigaste funktionerna, dvs. målning, att han bedöms få fast driftställe där.[6]

Frågan om fast driftställe är fortfarande under debatt och OECD planerar nästa utgåva av modellavtalet till 2014.

#### Rättsfall

##### Franska högsta administrativa domstolen
Högsta administrativa domstolen i Frankrike avgjorde i det så kallade Zimmer-målet att en kommissionär i Frankrike för ett engelskt bolag inte utgjorde att fast driftställe för det engelska bolaget.

##### Norska Högsta domstolen
Högsta domstolen i Norge ansåg att det norska bolaget Dell AS i det så kallade Dell-målet, agerat som kommissionär, vilket inte inneburit ett fast driftställe i Norge för dess utländska uppdragsgivare Dell Products, Irland. Domstolen konstaterade att Dell AS var en kommissionär till Dell Products och att huvudmannen inte var civilrättsligt bunden av de avtal som Dell AS ingick med kunder i sitt eget namn. Domstolen beaktade  Wienkonventionen, dubbelbeskattningsavtalet mellan Norge och Irland, OECD:s modellavtal samt franska Zimmer-målet.

##### Spanska högsta domstolen
Högsta domstolen i Spanien ansåg att det spanska bolaget Roche Vitamins utgjort ett fast driftställe i Spanien för dess utländska uppdragsgivare Roche Vitamins Europe med säte i Schweiz.
Avgörande tycks ha varit att en omstrukturering skett så att det spanska dotterbolaget blev styrt, organiserat och administrerat av moderbolaget i Schweiz, vilket medfört att det spanska dotterbolaget inte hade rättslig kapacitet att kontraktera eller förhandla självständigt för sin enda kund, det schweiziska moderbolaget. Viss betydelse kan det också ha haft att omstruktureringen medförde lägre beskattning.
Domstolen framhöll att det var schweiziska bolaget som i verkligheten styrde att tillverkningspriset endast var en ersättning för kostnaderna och att det spanska bolaget endast hade denna enda kund.
Domen har ifrågasatts eftersom den avviker från Zimmer-målet och Dell-målet.

### e-handel
En plats där automatiserad utrustning körs av ett företag kan utgöra ett fast driftställe i den stat där den är belägen. Man måste göra åtskillnad mellan datautrustning, som kan monteras upp på en plats och under särskilda förutsättningar utgöra ett fast driftställe och den information samt mjukvara som används av eller lagras i utrustningen. 
En webbsida på Internet, vilken är en kombination av mjukvara och elektroniska data, utgör till exempel inte i sig materiell egendom. Den kan därför inte vara en plats som kan utgöra ”plats för affärsverksamhet” eftersom det inte finns någon ”anordning, exempelvis en lokal, eller i vissa fall maskiner eller utrustning” såvitt avser mjukvaran och data som utgör webbsidan. Å andra sidan är servern på vilken webbsidan är lagrad och genom vilken den är tillgänglig ett stycke utrustning som finns på en fysisk plats och denna plats kan utgöra en ”fast plats för affärsverksamhet” för företaget som driver servern.
Skillnaden mellan en webbsida och servern på vilken webbsidan är lagrad och används är viktig eftersom företaget som driver servern kan vara ett annat än företaget som driver affärsverksamhet genom webbsidan. Det är exempelvis vanligt att webbsidan genom vilken ett företag bedriver sin verksamhet finns på en server som tillhör ett företag som tillhandahåller Internettjänster (Internet Service Provider, ISP). Även om avgifterna som betalas till ISP enligt sådana avtal kan bygga på hur stort diskutrymme som används för att lagra mjukvara och data som webbsidan kräver, medför dessa avtal typiskt sett inte att servern och dess placering står till företagets förfogande även om företaget har haft möjlighet att bestämma att dess webbsida ska finnas på en särskild server belägen på en särskild plats. I ett sådant fall har företaget inte ens en fysisk närvaro på den platsen eftersom webbsidan inte är materiell. I dessa fall kan företaget inte anses ha förvärvat en plats för affärsverksamhet på grund av detta hyresarrangemang.
Om emellertid företaget som bedriver verksamhet genom en webbsida själv förfogar över servern, till exempel äger (eller hyr) och driver servern på vilken webbsidan är lagrad och används, kan platsen där den servern finns utgöra ett fast driftställe för företaget om övriga förutsättningar är uppfyllda.